# Phó tổng thống Perú
Cộng hòa Peru có hai Phó tổng thống được bầu cùng với Tổng thống trong dân chủ bầu cử. Nhiệm vụ duy nhất của họ là thay thế Tổng thống trong trường hợp tử vong, du lịch, thẩm phán và các trường hợp khác. Các Phó Chủ tịch là người đầu tiên trong dòng kế nhiệm của Tổng thống.
Trong lịch sử, vị trí Phó chủ tịch duy nhất được đặt vào giữa năm 1829–1831 và 1858–1862. Vị trí Phó chủ tịch thứ nhất và thứ hai đã được thực hiện kể từ năm 1862.

## Danh sách các phó tổng thống
| #        | Phó Tổng thống                  | Đảng phái chính trị            | Bắt đầu nhiệm kỳ         | Kết thúc nhiệm kỳ        | Tổng thống                 | Ghi chú |
| -------- | ------------------------------- | ------------------------------ | ------------------------ | ------------------------ | -------------------------- | ------- |
| -        | Antonio Gutiérrez de la Fuente  |                                | 1 tháng 9 năm 1829       | ngày 16 tháng 4 năm 1831 | Agustín Gamarra            |         |
| -        | Juan Manuel del Mar             |                                | 24 tháng 10 năm 1858     | 16 tháng 6 năm 1862      | Ramón Castilla             |         |
| Đầu tiên | Juan Antonio Pezet              | Quân đội                       | 24 tháng 10 năm 1862     | 5 tháng 8 năm 1863       | Miguel de San Román        |         |
| Thứ hai  | Pedro Diez Canseco              | Quân đội                       | 24 tháng 10 năm 1862     | 5 tháng 8 năm 1863       | Miguel de San Román        |         |
| Đầu tiên | Mariano Herencia Zevallos       | Quân đội                       | 2 tháng 8 năm 1868       | 27 tháng 7 năm 1872      | José Balta                 |         |
| Thứ hai  | Francisco Diez Canseco          | Quân đội                       | 2 tháng 8 năm 1868       | 27 tháng 7 năm 1872      | José Balta                 |         |
| Đầu tiên | Manuel Costas Arce              | Đảng Dân sự                    | 2 tháng 8 năm 1872       | 2 tháng 8 năm 1876       | Manuel Pardo y Lavalle     |         |
| Thứ hai  | Francisco Garmendia Puértolas   | Đảng Dân sự                    | 2 tháng 8 năm 1872       | 2 tháng 8 năm 1876       | Manuel Pardo y Lavalle     |         |
| Đầu tiên | Luis La Puerta                  |                                | 2 tháng 8 năm 1876       | 18 tháng 12 năm 1879     | Mariano Ignacio Prado      |         |
| Thứ hai  | José Francisco Canevaro         |                                | 2 tháng 8 năm 1876       | 18 tháng 12 năm 1879     | Mariano Ignacio Prado      |         |
| Đầu tiên | Lizardo Montero Flores          |                                | 12 tháng 3 năm 1881      | 6 tháng 11 năm 1881      | Francisco García Calderón  |         |
| Thứ hai  | Andrés Avelino Cáceres          |                                | 12 tháng 3 năm 1881      | 6 tháng 11 năm 1881      | Francisco García Calderón  |         |
| Đầu tiên | Remigio Morales Bermúdez        | Đảng Lập hiến                  | 3 tháng 6 năm 1886       | 10 tháng 8 năm 1890      | Andrés Cáceres             |         |
| Thứ hai  | Aurelio Denegri                 | Đảng Lập hiến                  | 3 tháng 6 năm 1886       | 10 tháng 8 năm 1890      | Andrés Cáceres             |         |
| Đầu tiên | Pedro Alejandrino del Solar     | Đảng Lập hiến                  | 10 tháng 8 năm 1890      | ngày 1 tháng 4 năm 1894  | Remigio Morales Bermúdez   |         |
| Thứ hai  | Justiniano Borgoño              | Đảng Lập hiến                  | 10 tháng 8 năm 1890      | ngày 1 tháng 4 năm 1894  | Remigio Morales Bermúdez   |         |
| Đầu tiên | César Canevaro                  | Đảng Lập hiến                  | 10 tháng 8 năm 1894      | 20 tháng 3 năm 1895      | Andrés Cáceres             |         |
| Thứ hai  | Cesáreo Chacaltana Reyes        | Đảng Lập hiến                  | 10 tháng 8 năm 1894      | 20 tháng 3 năm 1895      | Andrés Cáceres             |         |
| Đầu tiên | Guillermo Billinghurst          | Đảng Dân chủ                   | 8 tháng 9 năm 1895       | 8 tháng 9 năm 1899       | Nicolás de Piérola         |         |
| Thứ hai  | tháng 8 nămo Seminario Váscones | Democratic Party               | 8 tháng 9 năm 1895       | 8 tháng 9 năm 1899       | Nicolás de Piérola         |         |
| Đầu tiên | Isaac Alzamora                  | Alianza Civil-Demócrata        | 8 tháng 9 năm 1899       | 8 tháng 9 năm 1903       | Eduardo López de Romaña    |         |
| Thứ hai  | Federico Bresani                | Alianza Civil-Demócrata        | 8 tháng 9 năm 1899       | 8 tháng 9 năm 1903       | Eduardo López de Romaña    |         |
| Đầu tiên | Lino Alarco Brediñana           | Đảng Dân sự                    | 8 tháng 9 năm 1903       | ngày 7 tháng 5 năm 1904  | Manuel Candamo             |         |
| Thứ hai  | Serapio Calderón                | Đảng Dân sự                    | 8 tháng 9 năm 1903       | ngày 7 tháng 5 năm 1904  | Manuel Candamo             |         |
| Đầu tiên | José Salvador Cavero Ovalle     | Đảng Dân sự                    | 24 tháng 9 năm 1904      | 24 tháng 9 năm 1908      | José Pardo y Barreda       |         |
| Đầu tiên | Eugenio Larrabure y Unanue      | Đảng Dân sự                    | 24 tháng 9 năm 1908      | 24 tháng 9 năm 1912      | tháng 8 nămo Leguía        |         |
| Thứ hai  | Belisario Sosa                  | Đảng lập hiến                  | 24 tháng 9 năm 1908      | 24 tháng 9 năm 1912      | tháng 8 nămo Leguía        |         |
| Đầu tiên | Roberto Leguía                  | Đảng Dân sự                    | 24 tháng 9 năm 1912      | 4 tháng 2 năm 1914       | Guillermo Billinghurst     |         |
| Thứ hai  | Miguel Echenique                | Đảng Dân sự                    | 24 tháng 9 năm 1912      | 4 tháng 2 năm 1914       | Guillermo Billinghurst     |         |
| Đầu tiên | Ricardo Bentín Sánchez          | Dân sự-Hiến pháp-Tự do Alianza | 18 tháng 8 năm 1915      | 4 tháng 7 năm 1919       | José Pardo y Barreda       |         |
| Thứ hai  | Melitón Carvajal                | Dân sự-Hiến pháp-Tự do Alianza | 18 tháng 8 năm 1915      | 4 tháng 7 năm 1919       | José Pardo y Barreda       |         |
| Đầu tiên | César Canevaro                  |                                | 12 tháng 10 năm 1919     | 31 tháng 10 năm 1922     | tháng 8 nămo Leguía        |         |
| Thứ hai  | Agustín de la Torre González    |                                | 12 tháng 10 năm 1919     | 12 tháng 10 năm 1924     | tháng 8 nămo Leguía        |         |
| Đầu tiên | Ernesto Montagne Markholz       | Quân đội Peru                  | ngày 13 tháng 4 năm 1936 | 8 tháng 12 năm 1939      | Óscar R. Benavides         |         |
| Thứ hai  | Antonio Rodríguez Ramírez       | Quân đội Peru                  | ngày 13 tháng 4 năm 1936 | 8 tháng 12 năm 1939      | Óscar R. Benavides         |         |
| Đầu tiên | Rafael Larco Herrera            | Đảng Bảo thủ                   | 8 tháng 12 năm 1939      | 28 tháng 7 năm 1945      | Manuel Prado Ugarteche     |         |
| Thứ hai  | Carlos D. Gibson                | Đảng Bảo thủ                   | 8 tháng 12 năm 1939      | 28 tháng 7 năm 1945      | Manuel Prado Ugarteche     |         |
| Đầu tiên | José Gálvez Barrenechea         | Mặt trận dân chủ quốc gia      | 28 tháng 7 năm 1945      | 29 tháng 10 năm 1948     | José Bustamante y Rivero   |         |
| Thứ hai  | Eduardo Ganoza y Ganoza         | Mặt trận dân chủ quốc gia      | 28 tháng 7 năm 1945      | 29 tháng 10 năm 1948     | José Bustamante y Rivero   |         |
| -        | Zenón Noriega Agüero            | Quân đội Peru                  | 29 tháng 10 năm 1948     | 1 tháng 6 năm 1950       | Manuel A. Odría            |         |
| Đầu tiên | Héctor Boza                     | Liên minh quốc gia Odriíst     | 28 tháng 7 năm 1950      | 28 tháng 7 năm 1956      | Manuel A. Odría            |         |
| Thứ hai  | Federico Bolognesi              | Liên minh quốc gia Odriíst     | 28 tháng 7 năm 1950      | 28 tháng 7 năm 1956      | Manuel A. Odría            |         |
| Đầu tiên | Luis Gallo Porras               | Phong trào dân chủ Peru        | 28 tháng 7 năm 1956      | 18 tháng 7 năm 1962      | Manuel Prado Ugarteche     |         |
| Thứ hai  | Carlos Moreyra y Paz Soldán     | Phong trào dân chủ Peru        | 28 tháng 7 năm 1956      | 18 tháng 7 năm 1962      | Manuel Prado Ugarteche     |         |
| Đầu tiên | Nicolás Lindley López           | Quân đội Peru                  | 18 tháng 7 năm 1962      | 3 tháng 3 năm 1963       | Ricardo Pérez Godoy        |         |
| Thứ hai  | Pedro Vargas Prada              | Quân đội Peru                  | 18 tháng 7 năm 1962      | 3 tháng 3 năm 1963       | Ricardo Pérez Godoy        |         |
| Đầu tiên | Edgardo Seoane Corrales         | Popular Action                 | 28 tháng 7 năm 1963      | 3 tháng 10 năm 1968      | Fernando Belaúnde Terry    |         |
| Thứ hai  | Mario Polar Ugarteche           | Dân chủ Thiên chúa giáo        | 28 tháng 7 năm 1963      | 3 tháng 10 năm 1968      | Fernando Belaúnde Terry    |         |
| -        | Luis Edgardo Mercado Jarrín     | Quân đội Peru                  | 3 tháng 10 năm 1968      | 30 tháng 8 năm 1975      | Juan Velasco Alvarado      |         |
| -        | Pedro Richter Prada             | Quân đội Peru                  | 30 tháng 8 năm 1975      | 28 tháng 7 năm 1980      | Francisco Morales Bermúdez |         |
| Đầu tiên | Fernando Schwalb López Aldana   | Popular Action                 | 28 tháng 7 năm 1980      | 28 tháng 7 năm 1985      | Fernando Belaúnde Terry    | [ 1 ]   |
| Thứ hai  | Javier Alva Orlandini           | Popular Action                 | 28 tháng 7 năm 1980      | 28 tháng 7 năm 1985      | Fernando Belaúnde Terry    | [ 1 ]   |
| Đầu tiên | Luis Alberto Sánchez            | Đảng Aprista Peru              | 28 tháng 7 năm 1985      | 28 tháng 7 năm 1990      | Alan García Pérez          | [ 1 ]   |
| Thứ hai  | Luis Alva Castro                | Đảng Aprista Peru              | 28 tháng 7 năm 1985      | 28 tháng 7 năm 1990      | Alan García Pérez          | [ 1 ]   |
| Đầu tiên | Máximo San Román                | Thay đổi 90                    | 28 tháng 7 năm 1990      | ngày 5 tháng 4 năm 1992  | Alberto Fujimori           | [ 1 ]   |
| Thứ hai  | Carlos García y García          | Thay đổi 90                    | 28 tháng 7 năm 1990      | ngày 5 tháng 4 năm 1992  | Alberto Fujimori           | [ 1 ]   |
| Đầu tiên | Ricardo Márquez Flores          | Thay đổi đa số 90 mới          | 28 tháng 7 năm 1995      | 28 tháng 7 năm 2000      | Alberto Fujimori           | [ 1 ]   |
| Thứ hai  | César Paredes Canto             | Thay đổi đa số 90 mới          | 28 tháng 7 năm 1995      | 28 tháng 7 năm 2000      | Alberto Fujimori           | [ 1 ]   |
| Đầu tiên | Francisco Tudela                | Peru 2000                      | 28 tháng 7 năm 2000      | 22 tháng 11 năm 2000     | Alberto Fujimori           | [ 1 ]   |
| Thứ hai  | Ricardo Márquez Flores          | Peru 2000                      | 28 tháng 7 năm 2000      | 22 tháng 11 năm 2000     | Alberto Fujimori           | [ 1 ]   |
| Đầu tiên | Raúl Diez Canseco               | Popular Action                 | 28 tháng 7 năm 2001      | 30 tháng 1 năm 2004      | Alejandro Toledo Manrique  | [ 1 ]   |
| Thứ hai  | David Waisman                   | Possible Peru                  | 28 tháng 7 năm 2001      | 28 tháng 7 năm 2006      | Alejandro Toledo Manrique  | [ 1 ]   |
| Đầu tiên | Luis Giampietri                 | Đảng Aprista Peru              | 28 tháng 7 năm 2006      | 28 tháng 7 năm 2011      | Alan García Pérez          | [ 1 ]   |
| Thứ hai  | Lourdes Mendoza                 | Đảng Aprista Peru              | 28 tháng 7 năm 2006      | 28 tháng 7 năm 2011      | Alan García Pérez          | [ 1 ]   |
| Đầu tiên | Marisol Espinoza                | Đảng Quốc gia Peru             | 28 tháng 7 năm 2011      | 28 tháng 7 năm 2016      | Ollanta Humala             | [ 1 ]   |
| Thứ hai  | Omar Chehade                    | Đảng Quốc gia Peru             | 28 tháng 7 năm 2011      | 16 tháng 1 năm 2012      | Ollanta Humala             | [ 1 ]   |
| Đầu tiên | Martín Vizcarra                 | Đảng Peru thay đổi             | 28 tháng 7 năm 2016      | 21 tháng 3 năm 2018      | Pedro Pablo Kuczynski      |         |
| Thứ hai  | Mercedes Aráoz                  | Đảng Peru thay đổi             | 28 tháng 7 năm 2016      | 23 tháng 3 năm 2018      | Pedro Pablo Kuczynski      |         |
| Thứ hai  | Mercedes Aráoz                  | Đảng Peru thay đổi             | 23 tháng 3 năm 2018      | 7 tháng 5 năm 2020       | Martín Vizcarra            |         |